# Scaphyglottis longicaulis
Scaphyglottis longicaulis là một loài lan được tìm thấy từ Trung Mỹ đến tây bắc Ecuador. Người ta phát hiện loài lan này là thực vật biểu sinh mọc trên Socratea exorrhiza tại Panama.